# Olivier Kaisen
Olivier Kaisen est un ancien coureur cycliste belge né le 30 avril 1983 à Namur. Il est actuellement directeur sportif de l'équipe WB-Veranclassic-Aqua Protect.

## Carrière
Olivier Kaisen est professionnel à partir de 2005. Il fait partie de l'équipe Lotto-Belisol de 2012 à 2014, année où il doit arrêter sa carrière le 11 février en raison d'anomalies cardiaques repérées après son abandon à la suite de la deuxième étape du Tour Down Under.
Il est le compagnon de Ludivine Henrion.

## Palmarès et classements mondiaux

### Palmarès
- 2001
  -  Champion de Belgique du contre-la-montre juniors
  - 2e du Chrono des Nations juniors
  - 3e de l'Acht van Bladel
- 2002
  - 2e du Chrono champenois
  - 3e du championnat de Belgique du contre-la-montre espoirs
- 2003
  -  Champion de Belgique du contre-la-montre espoirs
  - 2e étape du Triptyque des Barrages (contre-la-montre)
- 2004
  - Chrono des Nations espoirs
  - 3e du championnat de Belgique du contre-la-montre espoirs
  - 7e du championnat d'Europe du contre-la-montre espoirs
- 2005
  - 2e du Tour de la Région wallonne
- 2006
  - 3e du Circuit franco-belge
- 2007
  - Grand Prix Gerrie Knetemann
  - 3e de la Ruddervoorde Koerse
- 2009
  - 5e étape du Tour de Turquie
- 2011
  - 5e du Tour de Pékin

### Résultats sur les grands tours

#### Tour d'Italie
4 participations
- 2009 : 159e
- 2010 : 122e
- 2011 : 141e
- 2012 : 142e

#### Tour d'Espagne
6 participations
- 2006 : 110e
- 2008 : 92e
- 2009 : 86e
- 2010 : 125e
- 2011 : 62e
- 2012 : abandon (14e étape)

### Classements mondiaux
| Année              | 2005 | 2006 | 2007 | 2008 | 2009 | 2010 | 2011 | 2012 | 2013 | 2014 |
| ------------------ | ---- | ---- | ---- | ---- | ---- | ---- | ---- | ---- | ---- | ---- |
| Classement ProTour |      |      | 215e |      |      |      |      |      |      |      |
| UCI World Tour     |      |      |      |      |      |      | 88e  | nc   | nc   | nc   |
| UCI Europe Tour    | 201e |      |      |      |      |      |      |      |      |      |